# Кучин, Александр Степанович
Алекса́ндр Степа́нович Ку́чин (16 (28) сентября 1888, село Кушерека, Онежский уезд, Архангельская губерния — 1913(?)) — русский полярный исследователь, участник экспедиции Амундсена на Южный полюс, капитан судна погибшей экспедиции Русанова.

## Биография
Александр Кучин родился в семье поморов в селе Кушерека Онежского уезда Архангельской губернии. Отец его, Степан Григорьевич, был торговым капитаном. Надолго пережив сына, он умер во время блокады Ленинграда. Александр был старшим сыном в семье. После окончания городского училища в Онеге учился на штурмана в Архангельском торгово-мореходном училище, которое и окончил в 1909 году с золотой медалью. 
Затем уехал в Норвегию, где плавал на Ян-Майен и Шпицберген. Хорошо владел норвежским языком, составил малый русско-норвежский словарь (4000 слов), напечатанный в 1907 году издательством «Помор» в Вардё. Интересовался океанографией и самостоятельно изучал её. Затем по рекомендации начал профессионально заниматься океанографией в Бергене, в лаборатории Бьёрна Хелланна-Хансена, ведущего учёного в этой области. В той же лаборатории Кучин познакомился с Фритьофом Нансеном. По рекомендации Нансена и Хелланна-Хансена, Кучин был принят в экспедицию Руаля Амундсена, отправлявшуюся на корабле «Фрам» в Антарктиду, в качестве штурмана и океанографа. Кучин был единственным иностранцем в составе экспедиции и был зачислен в неё вопреки рекомендации Стортинга, согласно которой экспедиция должна состоять лишь из граждан Норвегии. Для приёма иностранца в экспедицию требовалось поручительство, и в качестве поручителя выступил Б. Хелланн-Хансен.
После отплытия «Фрама» из Осло Амундсен сообщил экипажу, что реальной целью экспедиции является не просто исследование южных морей и побережья Антарктиды, а покорение Южного полюса. Пройдя мимо острова Кергелен, «Фрам» подошёл к побережью Антарктиды в районе ледника Росса, где Александр Кучин стал первым русским, высадившимся на материк Антарктида. После трёхнедельной стоянки «Фрам» за 62 дня прибыл в Буэнос-Айрес, а затем, проведя исследования антарктических морей, снова вернулся в Буэнос-Айрес в сентябре 1911 года. У Кучина в этот момент заканчивалась отсрочка от военной службы, и он вынужден был прервать плавание и на пассажирском лайнере вернуться в Осло, взяв с собой часть материалов экспедиции для передачи Хелланн-Хансену.
10 декабря 1911 года в Осло состоялась помолвка Кучина с 18-летней Аслёуг Поульсон, дочерью норвежского журналиста. Но их свадьба так и не состоялась, впоследствии она дважды была замужем и умерла в возрасте 93 лет.
Зимой 1912 года Александр Кучин вернулся в Россию. В Архангельске он познакомился с Владимиром Русановым, который предложил ему стать капитаном шхуны «Геркулес», отправлявшейся в июне 1912 года из Архангельска через Александровск-на-Мурмане и Шпицберген в экспедицию в Карское море. 18 августа 1912 года экспедиция прошла пролив Маточкин Шар на Новой Земле, после чего её судьба неизвестна. По всей видимости, она погибла у западного побережья Таймыра.
Предположительно, останки Кучина были обнаружены в 2000 году у подножия горы Минина на полуострове Таймыр (в районе шхер Минина) экспедицией Орловской гостелерадиокомпании. Согласно исследованиям сотрудников Отдела идентификации личности Российского центра судмедэкспертизы, первоначальные предположения о принадлежности скелета Русанову и ряду других лиц из экипажа судна исключены, однако соматические особенности полностью соответствуют фотоснимкам и другой информации, известной о Кучине.

## Память
- Дом-музей в Онеге, c 1998.[7]

Именем Кучина названы:
- острова Кучина в архипелаге Земля Франца-Иосифа[8];
- остров Кучина в Карском море (шхеры Минина)[8];
- горная вершина в районе ледника Уилкса и часть самого ледника[8];
- улица в Архангельске;
- переулок в Онеге;
- морской линейный буксир Онежского морского торгового порта;
- учебное судно Архангельского мореходного училища.